# Comunidad (ecología)

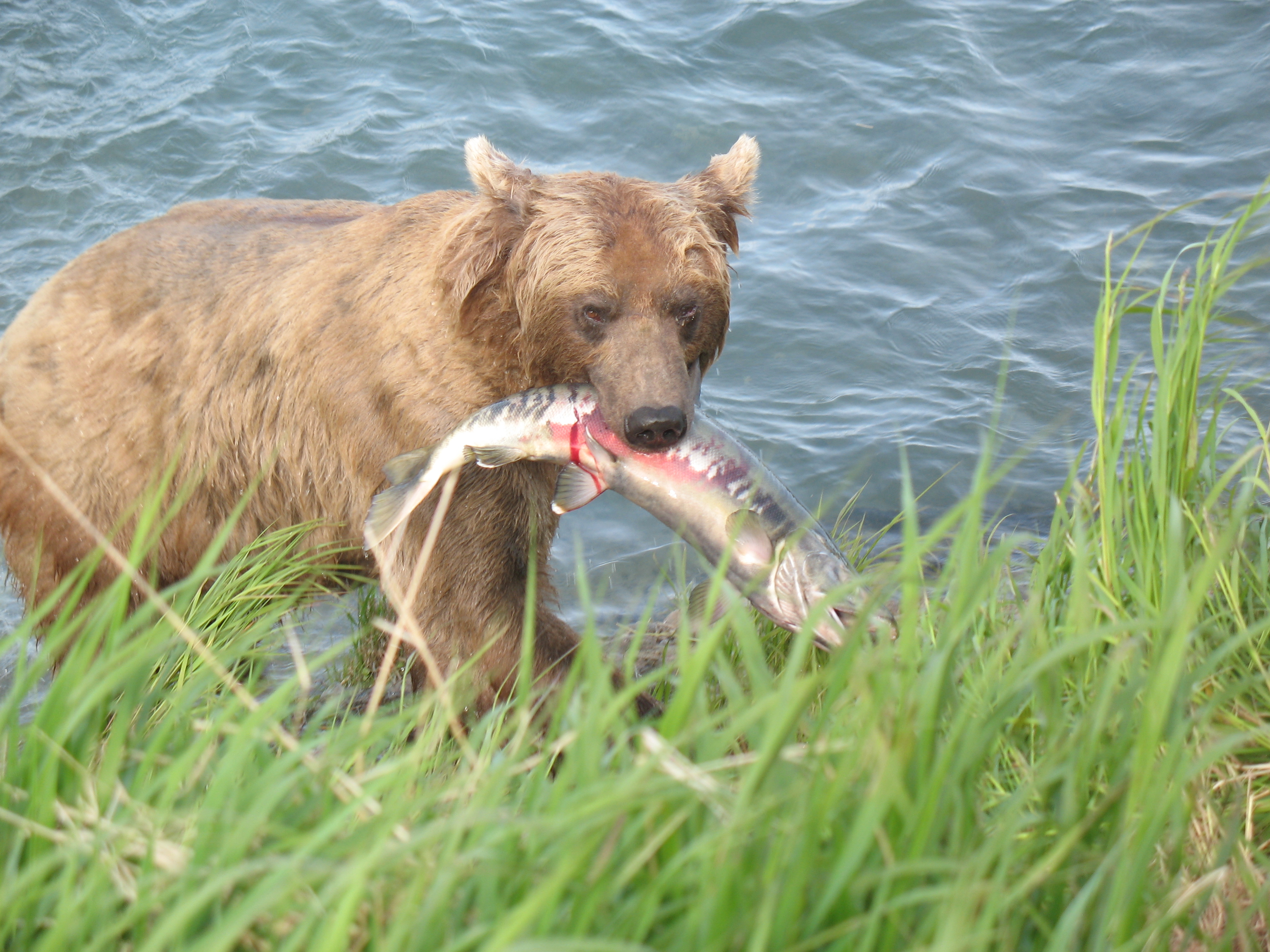
Un oso con un salmón en la boca, después de haber pescado el río. Las interacciones interespecíficas como la depredación son un aspecto clave de la ecología comunitaria.

En ecología, una comunidad es un grupo o asociación de poblaciones de dos o más especies diferentes que ocupan la misma área geográfica al mismo tiempo, también conocida como biocenosis. El término comunidad tiene una variedad de usos. En su forma más simple se refiere a grupos de organismos en un lugar o tiempo específico, por ejemplo, "la comunidad de peces del lago Ontario antes de la industrialización". 
La ecología o sinecología comunitaria es el estudio de las interacciones entre especies en comunidades en muchas escalas espaciales y temporales, incluida la distribución, estructura, abundancia, demografía e interacciones entre poblaciones coexistentes. El enfoque principal de la ecología comunitaria está en las interacciones entre poblaciones según lo determinado por características genotípicas y fenotípicas específicas. 
La ecología comunitaria también tiene en cuenta factores abióticos, por ejemplo, temperatura anual o el pH del suelo. Los factores abióticos filtran las especies que están presentes en la comunidad. Por ejemplo, la diferencia en las plantas presentes en el desierto en comparación con la selva tropical está dictada por la precipitación anual. Estos factores no vivos también influyen en la forma en que las especies interactúan entre sí.
La ecología comunitaria tiene su origen en la sociología vegetal europea. La ecología comunitaria moderna examina patrones como la variación en la riqueza de especies, la equidad, la productividad y la estructura de la red alimentaria (ver estructura de la comunidad); también examina procesos como la dinámica o la sucesión de la población depredador-presa. 
En un nivel más profundo, el significado y el valor del concepto de comunidad en ecología está en debate. Las comunidades se han entendido tradicionalmente a gran escala en términos de procesos locales que construyen (o destruyen) un conjunto de especies, como la forma en que el cambio climático probablemente afecte la composición de las comunidades de pastos. Recientemente, este enfoque de la comunidad local ha sido criticado. Robert Ricklefs ha argumentado que es más útil pensar en comunidades a escala regional, basándose en la taxonomía evolutiva y la biogeografía, donde algunas especies o clados evolucionan y otras se extinguen.

## Nicho
Dentro de la comunidad, cada especie ocupa un nicho. El nicho de una especie determina cómo interactúa con el entorno que lo rodea y su papel dentro de la comunidad. Al tener diferentes nichos, las especies pueden coexistir. Esto se conoce como partición de nicho. Por ejemplo, la hora del día en que una especie caza o la presa que caza. 
La división del nicho reduce la competencia entre especies. Tal que las especies puedan coexistir, ya que suprimen su propio crecimiento más de lo que limitan el crecimiento de otras especies. La competencia dentro de una especie es mayor que la competencia entre especies. La competencia intraespecífica es mayor que la interespecífica. 
El número de nichos presentes en una comunidad determina el número de especies presentes. Si dos especies tienen exactamente el mismo nicho (por ejemplo, la misma demanda de alimentos), una especie superará a la otra. Cuantos más nichos se llenen, mayor será la biodiversidad de la comunidad. 

## Teorías

### Teoría holística
La teoría holística se refiere a la idea de que una comunidad se define por las interacciones entre los organismos que la componen. Todas las especies son interdependientes, y cada una juega un papel vital en el trabajo de la comunidad. Debido a esto, las comunidades son repetibles y fáciles de identificar, con factores abióticos similares que se controlan en todo momento. 
Frederic Clements desarrolló el concepto holístico (u organístico) de comunidad, como si fuera un superorganismo o una unidad discreta, con límites definidos. Clements propuso esta teoría después de notar que ciertas especies de plantas se encontraban regularmente juntas en hábitats, concluyó que las especies dependían unas de otras. La formación de comunidades no es aleatoria e implica coevolución.
La teoría holística se deriva del mayor pensamiento del holismo; que se refiere a un sistema con muchas partes, todas las cuales son necesarias para el funcionamiento del sistema. 

### Teoría individualista
Henry Gleason desarrolló el concepto individualista (también conocido como abierto o continuo) de comunidad, con la abundancia de una población de una especie que cambia gradualmente a lo largo de gradientes ambientales complejos. Cada especie cambia independientemente en relación con otras especies presentes a lo largo del gradiente. La asociación de especies es aleatoria y se debe a una coincidencia. Las condiciones ambientales variables y la probabilidad de que cada especie llegue y se establezca a lo largo del gradiente influye en la composición de la comunidad.
La teoría individualista propone que las comunidades pueden existir como entidades continuas, además de los grupos discretos mencionados en la teoría holística. 

### Teoría neutral
Stephen Hubbell introdujo la teoría neutral de la ecología. Dentro de la comunidad (o metacomunidad), las especies son funcionalmente equivalentes, y la abundancia de una población de una especie cambia por procesos demográficos estocásticos (es decir, nacimientos y muertes al azar). La equivalencia de las especies en la comunidad conduce a la deriva ecológica. La deriva ecológica conduce a que las poblaciones de las especies fluctúen aleatoriamente, mientras que el número total de individuos en la comunidad permanece constante. Cuando un individuo muere, existe la misma posibilidad de que cada especie colonice esa parcela. Los cambios estocásticos pueden hacer que las especies de la comunidad se extingan, sin embargo, esto puede llevar mucho tiempo si hay muchos individuos de esa especie. 
Las especies pueden coexistir porque son similares, los recursos y las condiciones aplican un filtro al tipo de especies que están presentes en la comunidad. Cada población tiene el mismo valor adaptativo (habilidades competitivas y de dispersión) y demanda de recursos. La composición local y regional representa un equilibrio entre la especiación o dispersión (que aumenta la diversidad) y las extinciones aleatorias (que disminuyen la diversidad).

## Interacciones interespecíficas
Las especies interactúan de varias maneras: competencia, depredación, parasitismo, mutualismo, comensalismo, etc. La organización de una comunidad biológica con respecto a las interacciones ecológicas se denomina estructura comunitaria. 
| Interacciones | Interacciones | Especie 1             | Especie 1    | Especie 1             |
| Interacciones | Interacciones | Negativo              | Neutral      | Positivo              |
| Especie 2     | Negativo      | Competición           | Amensalismo  | Predación/Parasitismo |
| Especie 2     | Neutral       | Amensalismo           | Neutralismo  | Comensalismo          |
| Especie 2     | Positivo      | Predación/Parasitismo | Comensalismo | Mutualismo            |

### Competencia
Las especies pueden competir entre sí por recursos finitos. Se considera un factor limitante importante del tamaño de la población, la biomasa y la riqueza de especies. Se han descrito muchos tipos de competencia, pero probar la existencia de estas interacciones es un tema de debate. Se ha observado competencia directa entre individuos, poblaciones y especies, pero hay poca evidencia de que la competencia haya sido la fuerza impulsora en la evolución de grandes grupos.

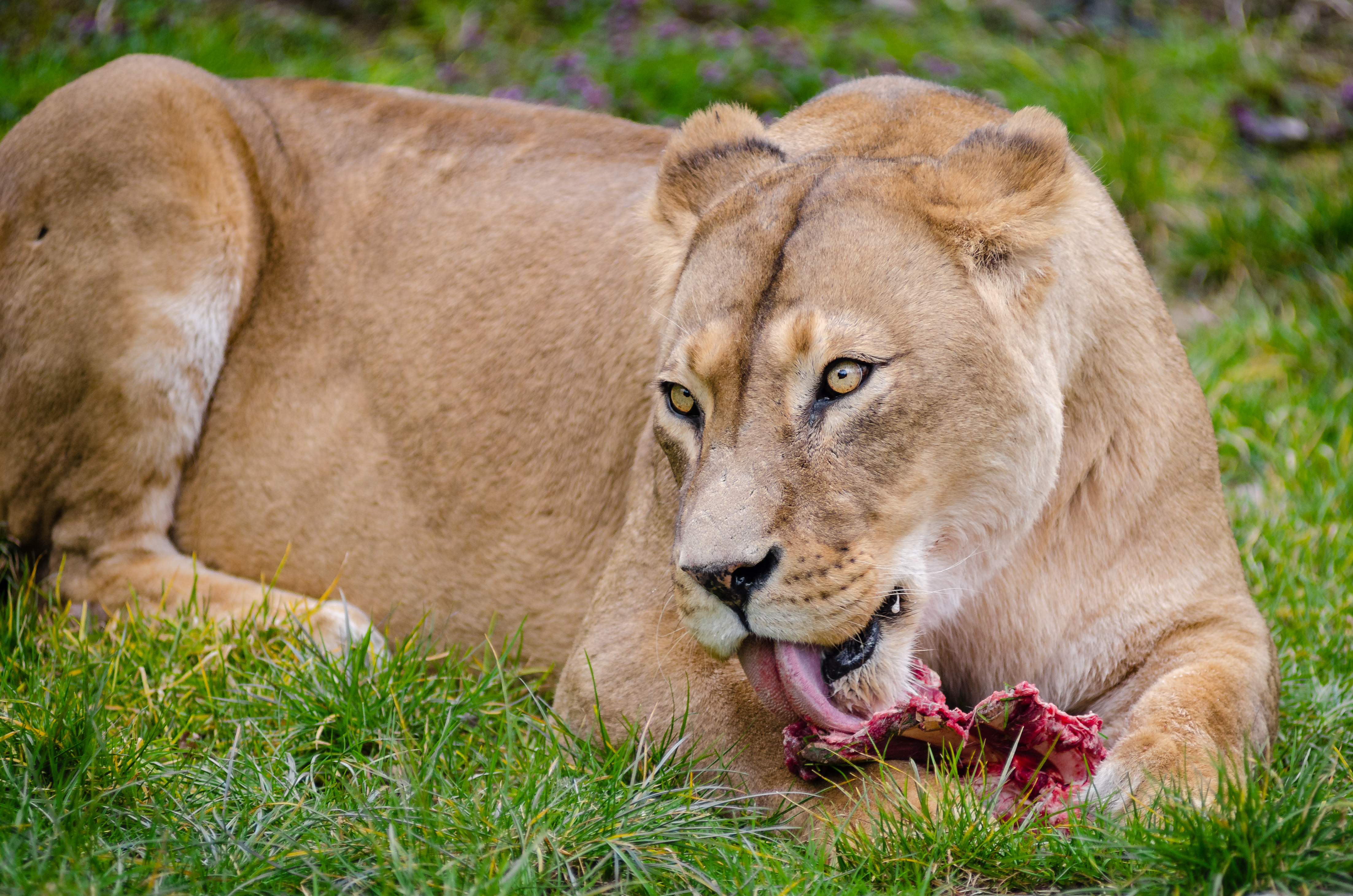
León comiendo su presa

1. Competencia de interferencia: ocurre cuando un individuo de una especie interfiere directamente con un individuo de otra especie. Esto puede ser por comida o por territorio. Los ejemplos incluyen un león persiguiendo a una hiena de una matanza, o una planta que libera productos químicos alelopáticos para impedir el crecimiento de una especie competidora.
2. Competencia aparente: ocurre cuando dos especies comparten un depredador. Las poblaciones de ambas especies pueden deprimirse por la depredación sin competencia explotadora directa.[15]
3. Competencia de explotación: esto ocurre a través del consumo de recursos. Cuando un individuo de una especie consume un recurso (por ejemplo, comida, refugio, luz solar, etc.), ese recurso ya no está disponible para ser consumido por un miembro de una segunda especie. Se cree que la competencia explotadora es más común en la naturaleza, pero se debe tener cuidado para distinguirla de la competencia aparente. La competencia explotadora varía:

- Simétrico completo: todas los individuos reciben la misma cantidad de recursos, independientemente de su tamaño
- Tamaño perfecto simétrico: todos los individuos explotan la misma cantidad de recursos por unidad de biomasa
- Tamaño absoluto asimétrico: los individuos más grandes explotan todos los recursos disponibles.

El grado de asimetría de tamaño tiene efectos importantes en la estructura y diversidad de las comunidades ecológicas.

### Depredación
La depredación es cazar otra especie para alimentarse. Esta es una interacción positiva-negativa, la especie de depredador se beneficia mientras que la especie de presa se ve perjudicada. Algunos depredadores matan a sus presas antes de comerlas, también conocido como matar y consumir. Por ejemplo, un halcón atrapa y mata a un ratón. 
Otros depredadores son parásitos que se alimentan de presas mientras están vivos, por ejemplo, un murciélago vampiro que se alimenta de una vaca. Sin embargo, el parasitismo puede conducir a la muerte del organismo huésped con el tiempo. 
Otro ejemplo es la alimentación de plantas de herbívoros, por ejemplo, el pastoreo de vacas La depredación puede afectar el tamaño de la población de depredadores y presas y el número de especies que coexisten en una comunidad. 

### Mutualismo
El mutualismo es una interacción entre especies en la que ambos se benefician. Los ejemplos incluyen la bacteria Rhizobium que crece en nódulos en las raíces de las legumbres y los insectos que polinizan las flores de las angiospermas. 

### Comensalismo
El comensalismo es un tipo de relación entre organismos en el que un organismo se beneficia mientras que el otro organismo no se beneficia ni se perjudica. El organismo que se benefició se llama comensal, mientras que el otro organismo que no se beneficia ni se perjudica se llama huésped . Por ejemplo, una orquídea epífita unida al árbol como soporte beneficia a la orquídea pero no daña ni beneficia al árbol. Lo opuesto al comensalismo es el amensalismo, una relación interespecífica en la que un producto de un organismo tiene un efecto negativo en otro organismo pero el organismo original no se ve afectado.

### Parasitismo
El parasitismo es una interacción en la que un organismo, el huésped, se ve perjudicado mientras que el otro, el parásito, se beneficia.

## Estructura comunitaria
Un tema de investigación importante entre la ecología comunitaria ha sido si las comunidades ecológicas tienen una estructura (no aleatoria) y, de ser así, cómo caracterizar esta estructura. Las formas de estructura comunitaria incluyen agregación y anidamiento. 

## Otras lecturas
- Akin, Wallace E. (1991). Patrones globales: clima, vegetación y suelos . Prensa de la Universidad de Oklahoma. ISBN 0-8061-2309-5 .
- Barbour, Burke y Pitts, 1987. Ecología de plantas terrestres, 2ª ed. Cummings, menlo park, ca.
- Morin, Peter J. (1999). Ecología comunitaria . Prensa Wiley-Blackwell. ISBN 978-0-86542-350-3 .
- Odum, EP (1959) Fundamentos de ecología . WB Saunders Co., Filadelfia y Londres.
- Ricklefs, RE (2005) La economía de la naturaleza, 6ª ed. WH Freeman, Estados Unidos.
- Ricketts, Taylor H., Eric Dinerstein, David M. Olson, Colby J. Loucks et al. ( WWF ) (1999). Ecorregiones terrestres de América del Norte: una evaluación de conservación . Island Press. ISBN 1-55963-722-6 .